# 오므라이스

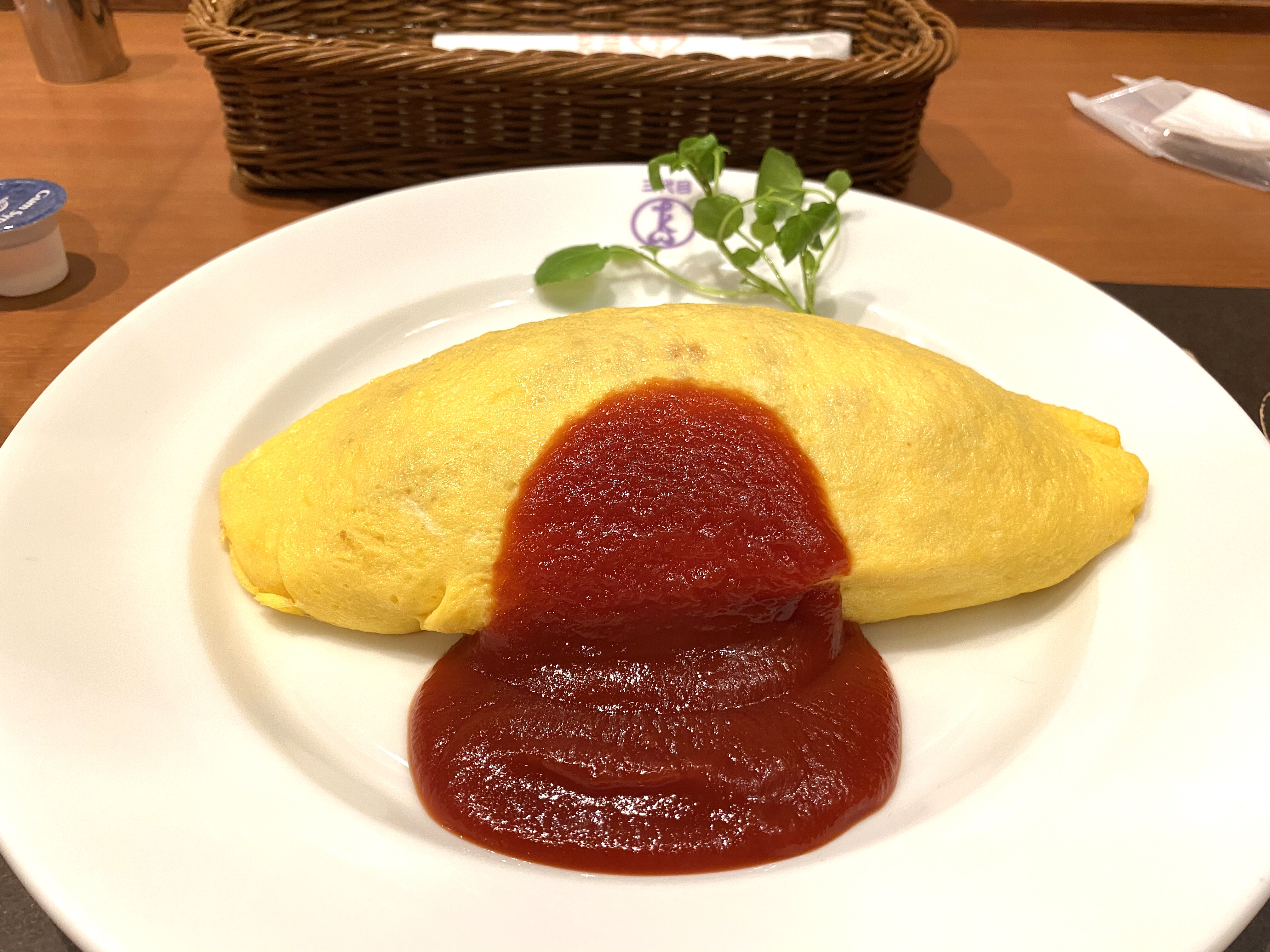
케챱을 올린 오므라이스

오므라이스(문화어: 옴라이스, 일본어: オムライス 오무라이스[*])는 채소와 햄을 잘게 썰어서 넣고 케첩을 섞어 볶은 밥을 오믈렛으로 싼 일본 요리이다. 서양으로부터 영향을 받은 일본 요리를 가리키는 요쇼쿠의 한 예이다. 오므라이스라는 명칭은 프랑스어의 ‘오믈렛(Omelette)’과 영어의 쌀을 의미하는 ‘라이스(rice)’가 합성된 것이다.
오므라이스는 일제강점기 동안 대한민국으로도 유입되었다.. 또, 대만 등 일본이 과거에 점거했던 다른 지역에서도 유명하다. 오므라이스는 특히 어린이들이 좋아하는 음식이기도 하다.
오므라이스는 20세기가 바뀌는 무렵에 챠킨즈시의 영향을 받아, 도쿄의 긴자 거리의 서양식 음식점 렌가테이에서 시작된 것으로 보고 있다.

## 종류
요리는 일반적으로 프라이드된 얇은 시트의 달걀로 감싼 치킨라이스로 구성된다. 밥의 간을 내는 재료는 다양하다. 밥은 다양한 고기(일반적으로 닭고기), 채소와 함께 조리되며 육즙, 케첩, 드미글라스, 화이트 소스, 아니면 단순히 소금이나 후추로 간을 낼 수 있다. 가끔 밥은 야키소바로 바꿔서 조리되기도 하는데, 이를 오므소바라 부른다. 오키나와의 변종으로는 오므타코가 있으며, 타코라이스 위에 오믈렛을 올려두는 방식이다. 프라이드 핫도그, 스팸 또한 이 요리에 들어가기도 한다.

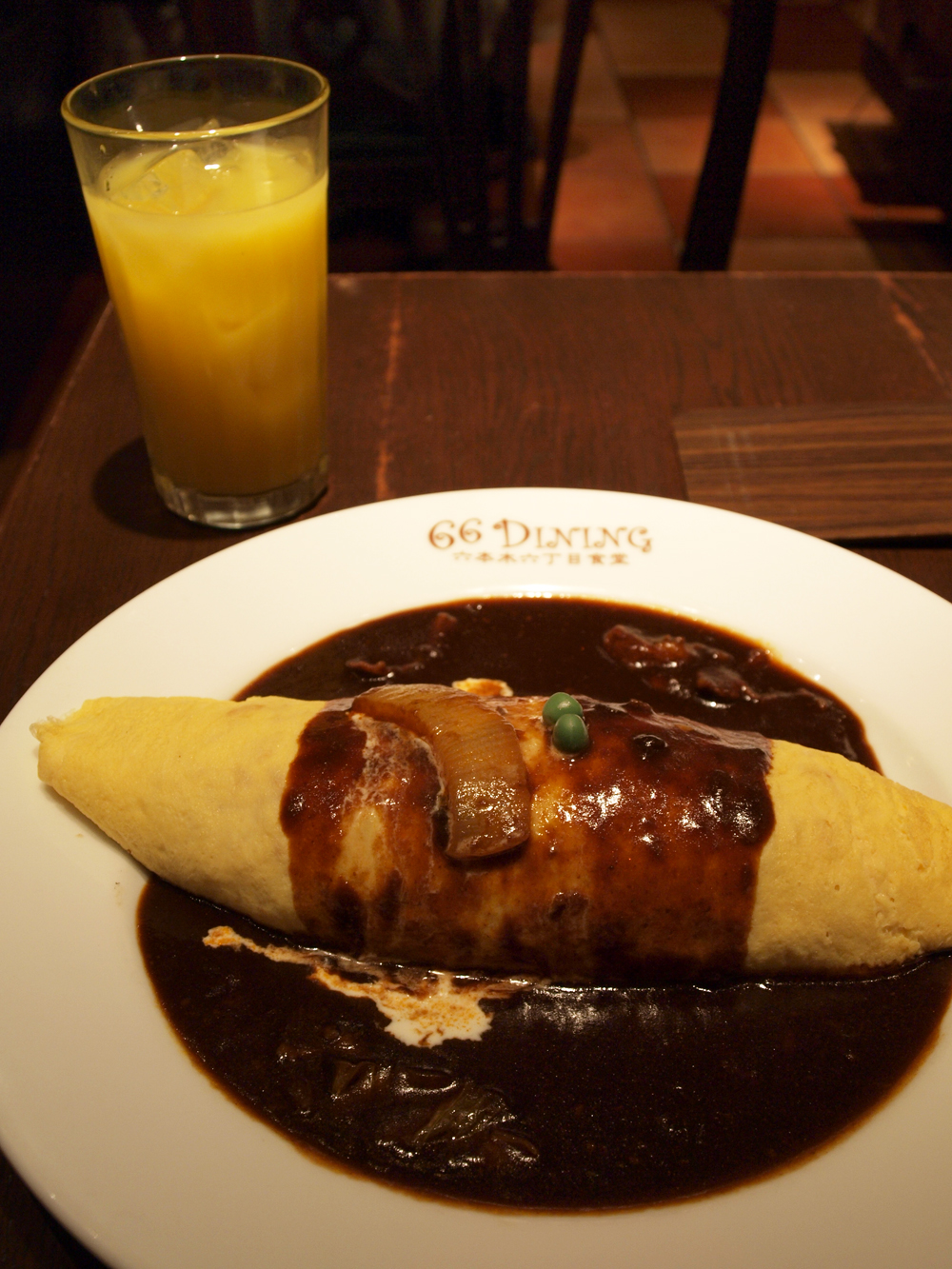
드미글라스 소스를 곁들인 오므라이스.
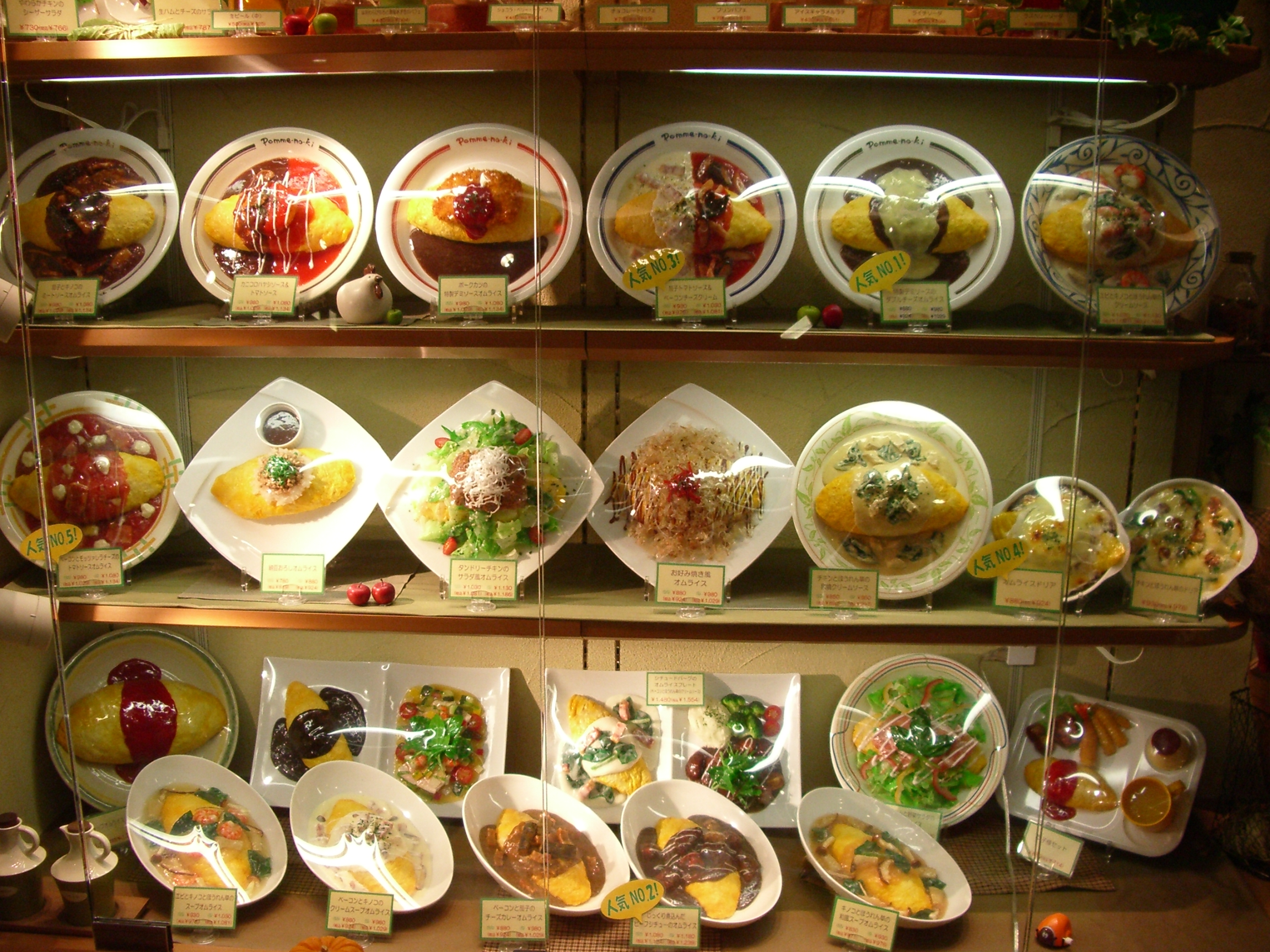
오므라이스 조리 방법 영상
- 다양한 오므라이스 요리

## 같이 보기
- 일본 요리